# Calcaritermes nearcticus
Calcaritermes nearcticus är en termitart som först beskrevs av John Otterbein Snyder 1933.  Calcaritermes nearcticus ingår i släktet Calcaritermes och familjen Kalotermitidae. Inga underarter finns listade i Catalogue of Life.